# Blaha Lujza tér (métro de Budapest)
Blaha Lujza tér est une station du métro de Budapest. Elle est sur la  .

## Lieu remarquable à proximité
- Blaha Lujza tér
- Corvin tető